# 司馬衍 (濟陰王)
司马衍（3世纪—311年），西晋宗室，晋武帝之孙，吴敬王司马晏第五子，晋愍帝的五弟。
司马衍初封新都王，晋怀帝永嘉年间，徙封济阴王，官至散骑常侍。永嘉五年（311年）六月刘聪破洛阳，司马衍没于乱军之中。
| 前任： 司馬該 | 晋朝新都王 ？        | 繼任： 国除 |
| 前任： 初封   | 晋朝济阴王 ？－311年 | 繼任： 国除 |